# 스핀 홀 효과
스핀 홀 효과(SHE)는 디야코노프와 페렐이 1971년 예상한 수송 현상이다. 그것은 전류를 운반하는 도체의 표면위에 스핀의 축적의 나타나는 것으로 구성된다. 스핀의 방향은 반대 경계면에서 반대 방향으로 된다. 원통형 도선에서 전류에 의해 유발된 표면 스핀은 도선을 따라 회전한다. 전류 방향이 반전될 때 스핀 방향은 반전된다.  
스핀 홀 효과는 1999년에 도입되었는데 실제로 그것은 고전적인 홀 효과와 유사하다. 고전적인 홀 효과에서   반대 부호의 전하는 로렌츠력을 보상하는 반대 측면에 나타나 자기장이 걸린 전자에 작용한다.  그러나 스핀 홀 효과는 외부자기장이 없을 때도 자체 유발된 스핀에의한 자기장에 의해서 홀 효과가 나타난다. 반면에, 만약 충분히 강한 자기장이 표면의 스핀의 배향에 수직인 방향으로 걸리면 스핀홀효과는 자기장의 방향 주위로 스핀 세차운동을 하기 때문에 사라질 것이다.
실험적으로 스핀 홀 효과는 원래의 예측후 30년 만에 반도체에서 관측되었다. 스핀의 쌓임은 방출된 광의 원편광과 투과 (또는 반사) 광의 파라데이(또는 케르)편광 화전을 유발한다. 이러한 것들이 스핀 홀 효과를 관측하게 허여한다.
스핀 홀 효과의 근원은 스핀-궤도 상호작용이다. 그것은 스핀과 전하의 전류의 결합으로 도달한다. 전류는 횡 스핀 전류를 유발한다. 그리고 반대로도 마찬가지이다.
직관적으로 이 효과를 전자와 자전하는 테니스볼과의 유추를 사용하여 이해할 수 있다. 테니스 볼은 공기중의 직선 경로에서 자전의 축 방향에 따라 다르게 움직인다.(마그너스 효과)
반전 스핀 홀 효과는 공간의존 스핀 편극으로 인한 스핀 흐름에 의해 유발된 전류로  1984년 처음 관측되었다. 근래에는 직접 및 반전 효과가 반도체와 금속에소 모두 시연되었다.
스핀홀효과는 이상 홀 효과로서 같은 가족에 속하며 강자성체에 오랫동안 알려져 있었으며 그것 역시 스핀-궤도 상호작용에 근원한다. 이들 현상으로 이르는 미시 메커니즘의 세부적인 것은 아직 완전히 이해되지 않았다.
스핀홀효과(SHE)는 전자 스핀을 전기적으로 다루는 데 사용될 것으로 보이지만, 아직까지 실용적인 응용은 알려져 있지 않다.

## 같이 보기
- 양자 스핀홀 효과